# Amerikansk dunört
Amerikansk dunört (Epilobium adenocaulon) är en ört ursprungligen från Nordamerika med små ljusrosa blommor som blommar från juli till augusti. Sedan början av 1900-talet har den spridit sig snabbt i Sveriges södra delar, till att nu vara en av de vanligaste dunörts-arterna där.
Stjälken är ganska kantig och har ofta många förgreningar. 
Amerikansk dunört hybridiserar med många arter och bildar svåridentifierade hybrider. Vit dunört (E. ciliatum) och alaskadunört (E. glandulosum) ses ofta som underarter till amerikansk dunört.